# Delosperma pallidum
Delosperma pallidum är en isörtsväxtart som beskrevs av L. Bol.. Delosperma pallidum ingår i släktet Delosperma, och familjen isörtsväxter. Inga underarter finns listade i Catalogue of Life.